# Villa Hüffer
Villino Hüffer (it. villa Huffero oder villino Huffero; villino = dt. ‚kleine Villa‘) ist eine große Villa in Rom. Sie liegt an der Via Nazionale in der Nähe der städtischen Kunsthalle.

## Beschreibung

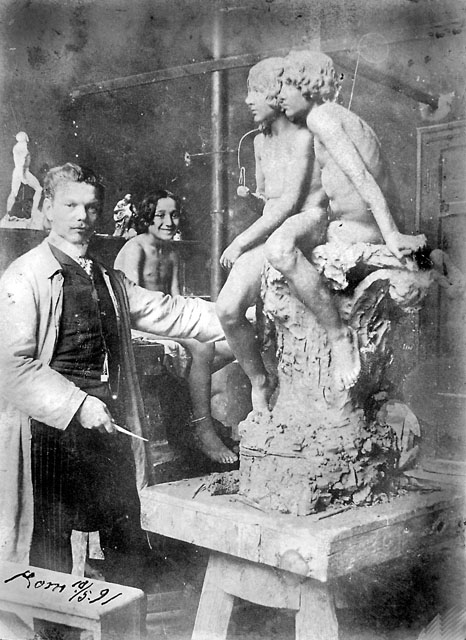
Haverkamp mit seiner „Knabengruppe“, 18. Mai 1891, Rom

Die Villa ist durch einen Zaun und ein schmiedeeisernes Tor sowie einen mit Palmen bestandenen Vorhof von der Straße getrennt. Sie ist ein neoklassizistischer Bau mit einem 24 × 34 Meter großen Grundriss. Das Innere ist palastähnlich mit Marmorsäulen und -vertäfelungen ausgeschmückt.
Das Villino basiert auf einem Entwurf des französischen Architekten Jules Antoine François Auguste Pelléchet (1829–1903). Pelléchet entwarf eine Fassade, die eher an Paris als an Rom erinnert. Das Erdgeschoss besteht aus einer Reihe bogenförmiger Eingangsportale; das erste Stockwerk ist Beletage bzw. Wohnbereich, mit typisch französischen hohen und von einem Tympanon gekrönten Fenstern. Die zentralen drei Fenster werden durch korinthische Säulen hervorgehoben. Dieses Ensemble erinnert an die Loggia des Palazzo Borghese, in dem Hüffer zu Anfang seines Aufenthaltes in Rom lebte. Der zweite Stock ist weniger hoch als die Beletage und hat rechteckige Fenster. Das Dach ist, typisch italienisch, flach und ohne schrägen Dachstuhl. Das Innere des Gebäudes wirkt wie ein Bühnenbild zum ersten Akt von Giuseppe Verdis La traviata. Der Bildhauer Wilhelm Haverkamp schuf 1891 im Auftrag von Hüffer die im Entrée der Villa aufgestellte Knabengruppe auf korinthischem Kapitel. 

## Geschichte
Wilhelm Hüffer (* 1821 in Münster; † 1895 in Rom) ließ die nach seinem Namen benannte Villa zwischen 1880 und 1883 bauen. Der Baustil orientierte sich am späten 18. und frühen 19. Jahrhundert. Rom war damals erst seit wenigen Jahren Hauptstadt Italiens.  Hüffer wurde in Italien der Adelstitel Baron angeboten. Er kaufte das Grundstück 1879 und zog 1883 in die Villa ein.
Hüffer begann 1838 eine kaufmännische Ausbildung in Bremen. Anfang der 1840er Jahre ging er nach Paris und arbeitete dort im Handelshaus Pescatore. Ab dem 1. Januar 1852 wurde er Teilhaber dieses Handelshauses; dessen Gründer starb 1855. Hüffer wurde mit dem Import kubanischer Zigarren reich. Anfang der 1850er Jahre pachtete er das französische Tabakmonopol. Sein einziges Kind (Amalie) verstarb schon im Säuglingsalter. Als im Juli 1870 der Deutsch-Französische Krieg ausbrach, zog er nach Rom um. 1871, im Alter von 50 Jahren, übertrug Wilhelm die Geschäfte seinem jüngsten Bruder Leopold. Er ging seinen künstlerischen Neigungen nach und setzte sich u. a. für die Restauration des Trevi-Brunnens ein. 1889 gründete er die orthopädische Heilanstalt Hüfferstiftung in seiner Geburtsstadt Münster. Wilhelm Hüffer wurde am 5. Mai 1895 in Rom begraben.

## Verwendung
Das Gebäude wird vom Fondo Ambiente Italiano (FAI), einer nichtstaatlichen gemeinnützigen Organisation verwaltet und kann nach Absprache besichtigt werden. Eigentümerin ist seit 2001 die Banca d’Italia, welche es als ihr historisches Archiv (Archivio storico della Banca d’Italia) nutzt. Das Archiv besitzt wichtige Dokumente zur ehemaligen italienischen Währung Lira und zur italienischen Wirtschaftsgeschichte im Allgemeinen, dazu zählt auch eine umfangreiche Bibliothek. Es wurde 2009 mit dem europäischen Preis für das am besten erhaltene Wirtschaftsarchiv ausgezeichnet.